# 박노해
박노해(朴勞解, 본명: 박기평(朴基平), 1957년 - )는 대한민국의 시인, 노동운동가, 사진작가. 1984년 27살에 쓴 첫 시집 《노동의 새벽》은 당시 금서였지만 100만 부를 발간하였다. 이때부터 '얼굴 없는 시인'으로 불렸다. 1991년 사형을 구형받고 무기수로 감옥 독방에 갇혀서도 독서와 집필을 이어갔다. 복역 7년 6개월만에 석방된 후 민주화운동가로 복권되었으나 국가보상금을 거부했다. 그후 20여년간 국경 너머 가난과 분쟁의 땅에서 평화활동을 펼치며 현장의 진실을 기록해왔다.
《그러니 그대 사라지지 말아라》 이후 12년 만인 2022년 5월 신작 시집 《너의 하늘을 보아》가 출간됐다. 2024년 2월 생애 첫 자전수필 《눈물꽃 소년》이 출간됐다.

## 생애
1957년, 전라남도 함평군에서 태어나 보성군 벌교읍 농가에서 자랐다. 어린 시절, 독립 운동과 진보 운동에 참여했으며, 판소리 가수였던 아버지와 독실한 천주교 신자였던 어머니에게 큰 영향을 받았다. 16세에 서울특별시로 올라가 낮에는 일을 하고 선린상고에서 야간 수업을 들었다. 건설, 섬유, 화학, 금속, 물류 분야에서 일하면서 노동운동을 시작했다.

### 1980년대 《노동의 새벽》
한국에서 노동운동이 가장 활발했던 1980년대는 노동시 창작도 가장 활발했다. 박노해와 백무산의 시가 이 시대를 대표한다. 박노해는 졸업 후 여러 업종에서 노동자로 일하면서 한편으로 시도 쓰기 시작했는데 1983년, 《시와 경제지》에 '시다의 꿈'이라는 시를 발표하면서 등단하게 된다. 이듬해인 1984년에 시집 《노동의 새벽》을 내서 한국 사회에 충격을 안겼다. 노동자가 노동자의 입장에서 쓴 시집으로서는 거의 최초나 마찬가지였기에 한국 시문단이나 지식인 사회에 엄청난 충격파를 주었다. 당연히 당시 5공 군사독재 정권은 이 책을 금지도서로 지정해서 탄압했지만, 이 시집은 널리 읽혔고 약 100만 부가 팔려나갔다. 이때부터 박노해는 '박해받는 노동자(勞)의 해방(解)'이란 문구에서 앞글자를 따서 필명을 지었고, "얼굴 없는 시인"으로 세상에 이름을 알렸다.

### 1990년대 사형 구형, 무기징역 선고
이후로 박노해는 시인이자 노동자라는 이름에 투쟁가를 더했다. 공개적인 노동자 정치조직 '서울노동운동연합'(약칭 서노련)을 창립하여 중앙위원으로 활동했고 서노련이 정권의 탄압으로 와해되자 백태웅 前 서울대 총학생회장과 함께 1989년 비공개 지하조직인 '남한사회주의노동자동맹'(약칭 사노맹)을 결성하였다. 《노동의 새벽》 출간 이후, 무려 7년 동안 수배 생활 끝에 1991년 안기부가 체포했다. 24일간의 고문 후 국가보안법 위반으로 판결에서 사형을 구형했고, 무기징역을 선고했다. 박노해는 법정 최후진술에서 다음과 같이 말했다. "내가 사형장에서 사라지더라도 더 많은 박노해가 나타나 노동자 민중이 주인이 되는 사회를 건설해주길 바란다."
1998년 김대중 대통령의 특별 사면으로 7년 6개월 만에 출소했다. 이후 민주화운동가로 복권됐으나 박노해는 국가보상금을 거부했다. 1997년 옥중 에세이 《사람만이 희망이다》를 출간했다.

### 2000년대 사진작가이자 평화활동가
2000년, 박노해는 "과거를 팔아 오늘을 살지 않겠다"며 비영리 사회운동단체 《나눔문화》를 설립하고 반전평화운동에 전념했다. 2003년, 미국이 이라크를 침공하자 "전쟁으로 고통받는 이들 곁에 있어주기 위해" 이라크로 향했다. 2006년 한국군의 중동 파병을 공개적으로 반대했으며, 팔레스타인, 쿠르디스탄, 파키스탄, 아체(인도네시아), 버마, 인도, 에티오피아, 수단, 페루, 볼리비아와 같이 전쟁과 가난으로 고통받는 나라들로 떠나 평화활동을 계속했다. 2010년 중동평화활동을 모은 첫 사진전인 《라 광야》와 중동, 아프리카 사진전 《나 거기에 그들처럼》(세종문화회관)을 열었다. 같은 해, 저항, 영성, 교육, 삶, 혁명, 사랑 등의 주제로 한 10년만의 시집 《그러니 그대 사라지지 말아라》를 출간했다.
2014년에는 27일간 3만 5천 여 관람객이 다녀가 '박노해 현상'을 다시 일으킨 《다른 길》 사진전-세종문화회관-을 개최하였다.
'라 카페 갤러리'(나눔문화 운영, 부암동에서 통의동으로 이전)에서 박노해 상설 사진전이 열렸다. 2025년 24번째 전시 <산빛>이 열렸으며, 약 45만 명의 관람객이 다녀갔다.
《그러니 그대 사라지지 말아라》 이후 12년 만인 2022년 5월 신작 시집 《너의 하늘을 보아》를 출간했다. 3천여 편의 육필 원고 가운데 301편을 묶어 펴낸 이 시집에는 그동안 입에서 입으로 낭송되고 사랑받은 시들, 그러나 책으로는 처음 출간되는 '너의 하늘을 보아', '별은 너에게로', '살아서 돌아온 자', '경계', '이별은 차마 못했네', '동그란 길로 가다' 등의 시도 수록되어 있다.
2024년 2월, 생애 첫 자전수필 《눈물꽃 소년》이 출간됐다. 할머니와 어머니, 마을 어른들과 공소의 신부님, 선생님과 동무들, 연필 깎아주는 첫사랑 소녀까지. 남도의 작은 마을에서 펼쳐지는 33편의 '내 어린 날의 이야기'가 수록됐다. 박노해 시인이 직접 그린 연필 그림이 수록되었다.
2024년 11월, 사진에세이 《다른 길》 10주년 개정판을 출간하였다.  